# Dubh, kralj Škotske
Dubh ili Duff (škot. Dubh mac Mhaoil Chaluim) (?, oko 928. – Forres, 967.), kralj Pikta i Škota (Albe) od 962. do 967. godine.
Bio je sin škotskog kralja Malcolma I. († 954.) i nasljednik kralja Indulfa († 962.), sina kralja Konstantina II. († 943.), kojeg je naslijedio kada je ovaj ubijen. Njegovo kraljevsko pravo osporio je Indulfov sin, Culen. Godine 966. Dubh je pobijedio pristaše takmaca za prijestolje, ali je već sljedeće godine ubijen, a Culen je preuzeo krunu.